# Rentabilidad por dividendo
La rentabilidad por dividendo o rendimiento por dividendo (en inglés Dividend yield) es un ratio financiero que muestra, en porcentaje, la relación existente entre los dividendo por acción repartidos por una sociedad en el último año y el precio de ese título. 
Constituye uno de los ratios financieros utilizados para valorar las acciones de una empresa. Los rendimientos obtenidos por un inversor cuando adquiere una acción proceden por una parte de la posible revalorización del precio del título y también de los dividendos obtenidos. El análisis de la rentabilidad del accionista debe también ser complementado con el denominado ratio de pay out, que informa del porcentaje del beneficio de una empresa que es repartido como dividendo.

## Ejemplo
Si una empresa repartió durante un año dos dividendos (uno de cuatro céntimos y otro de dos céntimos) y el precio de esa acción es de 1,20 euros, la rentabilidad por dividendo será del cinco por ciento.
Para analizar la rentabilidad por dividendo de una empresa, se debe contemplar que para el cálculo del ratio algunos analistas toman como referencia los dividendos ya repartidos en el año anterior, mientras que otros utilizan el dividendo esperado para los próximos 12 meses.